# Utz Jeggle
Utz Jeggle (Nagold, 22 juni 1941 - Tübingen, 18 september 2009) was een Duits volkskundige.
Utz Jeggle studeerde geschiedenis, germanistiek en volkskunde aan de universiteiten van 
Bonn, Wien en Tübingen. In 1969 promoveerde hij aan het Ludwig-Uhland-Institut van de universiteit van  Tübingen met de dissertatie Judendörfer in Württemberg. In 1981 werd hij buitengewoon hoogleraar voor empirische cultuurwetenschappen aan het Ludwig-Uhland-Institut. In zijn onderzoek hield hij zich vooral bezig met de regionale geschiedenis van de joden, de etnografie van het dorpsleven, de heimatkunde van het nazisme, de gedenkeniscultuur en het onbewuste in het volksleven en in de wetenschapscultuur.

## Publicaties
- Judendörfer in Württemberg. Tübingen 1969 (Volksleben; 23).
- Kiebingen, eine Heimatgeschichte. Zum Prozeß der Zivilisation in einem schwäbischen Dorf. Tübingen 1977 (Untersuchungen des Ludwig-Uhland-Instituts der Universität Tübingen; 44).
- Zusammen mit Albert Ilien: Leben auf dem Dorf. Zur Sozialgeschichte des Dorfes und zur Sozialpsychologie seiner Bewohner. Opladen 1978.
- Der Kopf des Körpers. Eine volkskundliche Anatomie. Weinheim u. a. 1986 (Aspekte des Menschen).